# Szvetiszláv Sasics
Szvetiszláv Sasics   (Sátoraljaújhely, 19 de gener de 1948 - Budapest, 13 de maig de 2025) va ser un pentatleta hongarès que va competir durant la dècada de 1970.
El 1976 va prendre part en els Jocs Olímpics d'Estiu de Montreal, on disputà dues proves del programa de pentatló modern. Junt a Tamás Kancsal i Tibor Maracskó guanyà la medalla de bronze en la competició per equips, mentre en la competició individual fou divuitè. En el seu palmarès també destaca una medalla d'or en el Campionat del Món de pentatló modern de 1975 i dos campionat hongaresos, el 1976 i 1978.